# Rotenbach (Rems)
Der Rotenbach ist ein etwa vier Kilometer langer, rechter Zufluss der Rems aus dem Welzheimer Wald im östlichen Baden-Württemberg, dessen Oberlauf Deinbach genannt wird.

## Verlauf
Der Rotenbach entspringt am westlichen Siedlungsrand des Schwäbisch Gmünder Ortsteiles Rehnenhof-Wetzgau, wenige Schritte südlich der Großdeinbacher Straße (K 3268) und unmittelbar westlich des Wetzgauer Friedhofs. Schon nach weniger als einem Kilometer Laufs nach Südsüdwesten hat er sich eine 60 Meter tiefe Waldmulde in die Unterjura-Hochfläche gegraben und nimmt dann von rechts einen etwa halb so langen Zufluss auf, der vom östlichen Ortsrand von Großdeinbach im Nordnordwesten heranzieht. Danach kehrt er in südliche Richtungen und nimmt daraufhin von rechts wie von links zahlreiche Hangbäche auf, die teils steil in den Oberkeuper eingeböscht sind. 
Kurz nach Passieren des Fuchslochs, einer Tallichtung zu seiner Linken, durch die ihm sein mit fast 0,8 km längster Zufluss aus der Ortsmitte des zu Großdeinbach gehörenden Ortsteils Wustenriet erreicht, durchquert die Trasse des Obergermanisch-Raetischen Limes das Tal. Sie zieht vom Waldgewann Burgstall am Westhang, in dessen Boden die Reste des römischen Kleinkastells Kleindeinbach liegen, hinüber nach Osten aufs Gewann Pfahl auf der Gegenhöhe. Rund 90 Meter westlich des Baches stießen zur Römerzeit, ungefähr zwischen den heutigen Kommunen Lorch im Westen und Schwäbisch Gmünd im Osten, die römischen Provinzen Obergermanien und Raetien aneinander. Wenig abwärts öffnet sich die Aue zu einem breiten Wiesengrund, nicht ganz einen Kilometer danach erreicht das Tal an der Trasse der Bahnlinie Stuttgart–Aalen das Remstal; auf dem östlichen Bergsporn zwischen den Tälern lag hier zur Römerzeit das Kleinkastell Freimühle. Der Bach mündet dann nach zuletzt etwa einem halben Kilometer Wegs über die Remsaue, kurz nachdem er noch die B 29 unterquert hat, nach insgesamt 4,0 km langem Lauf von rechts in die Rems.

### Einzugsgebiet
Der Bach wie sein Einzugsgebiet liegen zur Gänze auf der Gemarkung der Stadt Schwäbisch Gmünd. Es liegt im Naturraum Schurwald und Welzheimer Wald, überwiegend im Unterraum Welzheim-Alfdorfer Platten des Welzheimer Waldes, mündungsnah gehört es zum Oberen Remstal im Unterraum Remstal.
Reihum grenzt das Einzugsgebiet an diejenigen der folgenden Nachbargewässer:
- Im Südwesten laufen nur kurze namenlose Gewässer unterhalb des Rotenbachs zur Rems;
- im Westen und Norden führt der größere Schweizerbach den Abfluss zur anderen Seite etwas weiter abwärts zur Rems;
- im Nordosten liegt das Quellgebiet des Wetzgauer Bachs, der nunmehr oberhalb des Rotenbachs die Rems speist;
- im Südosten gibt es wieder nur kurze Zuflüsse zu dieser vor dem Rotenbach.

Der höchste Punkt im Einzugsgebiet liegt an dessen Nordostspitze nahe dem Wasserturm von Wetzgau auf etwa 463 m ü. NHN.
Im Fuchsloch ist eine Fläche, auf der Orchideen, Trollblumen und andere feuchtigkeitsliebende Pflanzen wachsen, als Naturdenkmal ausgewiesen.

### LUBW
Amtliche Online-Gewässerkarte mit passendem Ausschnitt und den hier benutzten Layern: Lauf und Einzugsgebiet des Rotenbachs

Allgemeiner Einstieg ohne Voreinstellungen und Layer: Daten- und Kartendienst der Landesanstalt für Umwelt Baden-Württemberg (LUBW) (Hinweise)
1. 1 2 3  Höhe nach dem Höhenlinienbild auf dem Hintergrundlayer Topographische Karte.
2. 1 2  Länge nach dem Layer Gewässernetz (AWGN).
3. ↑  Einzugsgebiet nach dem Layer Basiseinzugsgebiet (AWGN).
4. ↑  Schutzgebiet nach dem einschlägigen Layern, Natur teilweise nach dem Layer Biotop.

### Andere Belege
1. ↑  Dieter Planck, Willi Beck: Der Limes in Südwestdeutschland. 2. völlig neubearbeitete Auflage, Konrad Theiss Verlag, Stuttgart 1987, ISBN 3-8062-0496-9, S. 107.
2. ↑  Hansjörg Dongus: Geographische Landesaufnahme: Die naturräumlichen Einheiten auf Blatt 171 Göppingen. Bundesanstalt für Landeskunde, Bad Godesberg 1961. → Online-Karte (PDF; 4,3 MB)